# Hans Arbien
Hans Johan Arbien (5. januar 1713 i Christiania (nu Oslo) – 4. december 1766 i København) var en norsk maler.
Hans Arbien kom til København i 1736 og blev elev af Carl Gustaf Pilo. Hans Arbien er kendt som portrætmaler og har bl.a. malet to Rosenkrantz-portrætter, og portrætterne af konferensråd Peter Vogt og dennes hustru.